# Schwalbach (Saarland)
Schwalbach és un municipi del districte de Saarlouis a l'estat federat alemany de Saarland. Està situat aproximadament a 5 km a l'est de Saarlouis i a 15 km al nord-oest de Saarbrücken.

## Nuclis
- Elm, Sprengen, Derlen i Knausholz
- Hülzweiler
- Schwalbach i Griesborn.